# Овчаренко, Дмитрий Николаевич
Дмитрий Николаевич Овчаренко (26 октября 1940, Черниговская область — 4 марта 2018, Мариуполь) — передовик производства, горновой Ждановского металлургического завода «Азовсталь» имени Орджоникидзе, Донецкая область, Украинская ССР. Герой Социалистического Труда (1981). Лауреат Государственной премии Украинской ССР (1980).

## Биография
Родился 26 октября 1940 года в крестьянской семье в селе Юрковщина Борзнянского района Черниговской области. Окончил десять классов средней школы, после чего обучался в индустриальном техникуме в Мариуполе. Получил специальность «доменное производство». С 1963 года работал горновым в доменном цехе на комбинате «Азовсталь» в Мариуполе.
В 1981 году удостоен звания Героя Социалистического Труда «за выдающиеся производственные достижения, досрочное выполнение заданий десятой пятилетки и принятых социалистических обязательств по выпуску продукции, улучшению её качества, повышение производительности труда и проявленную трудовую доблесть».
В 2003 году вышел на пенсию.

## Награды
- Герой Социалистического Труда — указом Президиума Верховного Совета СССР от 2 марта 1981 года
- Орден Ленина — дважды (1976, 1981)
- Орден Трудового Красного Знамени